# Counter Intelligence Corps
Il Counter Intelligence Corps (CIC) fu un'agenzia di spionaggio dell'United States Army durante la seconda guerra mondiale e la successiva guerra fredda. Il suo ruolo fu assunto dall'U.S. Army Intelligence Corps nel 1961 e, dal 1967, dall'U.S. Army Intelligence Agency. Le sue attività sono attualmente in carico all'United States Army Intelligence and Security Command e alla Defense Intelligence Agency.

## Origini
Il CIC trae le sue origini dal Corps of Intelligence Police fondato da Ralph Van Deman nel 1917. Questa organizzazione, che operò negli USA e al seguito dell'AEF in Francia, riuscì ad impiegare, nel suo momento di massima espansione, più di 600 uomini. Nel successivo dopoguerra la politica di isolazionismo, la riduzione delle spese militari e la grande depressione furono i motivi per i quali, a metà degli anni '30, il personale impiegato si era ridotto a meno di 20 agenti.

## Seconda guerra mondiale
Alla fine degli anni '30 la crescente minaccia dello scoppio di una guerra provocò una crescita del CIP ed un ritorno ai livelli della prima guerra mondiale. L'entrata degli Stati Uniti nella seconda guerra mondiale in seguito agli eventi del dicembre 1941 provocò un nuovo incremento delle risorse e l'assegnazione di un nuovo nome. Il 13 dicembre 1941 l'Adjutant General dell'esercito diede disposizione che il CIP fosse rinominato come Counter Intelligence Corps con effetto dal 1º gennaio 1942. Fu autorizzato l'arruolamento di 543 ufficiali e di 4.431 sottufficiali e militari. Il CIC reclutò perlopiù uomini con esperienza di investigazioni legali, di polizia e di qualsiasi altro tipo, con particolare interesse per coloro che conoscevano lingue straniere. In ogni caso, non bastando gli agenti in possesso di tale conoscenza, furono assunti interpreti locali ove necessario.
Anche se la maggior parte degli agenti del CIC sul campo non avevano il rango di ufficiale – ma di graduato di truppa (caporale) e vari gradi di sottufficiale – in genere indossavano panni civili o uniformi senza insegne di grado; al posto dei gradi, e per non essere “percepiti” come soldati semplici, gli agenti tipicamente indossavano il “colletto” da ufficiali U.S. Erano addestrati per presentarsi solo come “Agenti” o “Agenti Speciali” a seconda della situazione, per facilitare il proprio lavoro. Questa pratica è seguita tutt'oggi dagli agenti del controspionaggio e rispecchia quella degli agenti del Criminal Investigation Command (CID).
Negli U.S.A. il CIC, in collaborazione con il Generale comandante della Polizia Militare - Provost Marshal ed l'FBI, effettuava controlli sul personale militare che aveva accesso al materiale classificato, investigava su possibili sabotaggi e attività sovversive e su dichiarazioni di slealtà, dirette in maniera particolare contro gli statunitensi di origine giapponese, italiana e tedesca. In ogni caso l'uso di informatori all'interno dell'esercito divenne politicamente controverso e il CIC fu obbligato a limitare le proprie attività. Unità del CIC furono anche coinvolte nella gestione della sicurezza del Progetto Manhattan.
Nei teatri di operazioni europeo e del Pacifico il CIC dispiegò dei distaccamenti a tutti i livelli. Questi distaccamenti fornirono “tactical intelligence” sul nemico attraverso i documenti catturati, gli interrogatori di prigionieri e da fonti paramilitari e civili. Fu anche coinvolto nella protezione delle installazioni militari e delle zone di stazionamento, nella localizzazione degli agenti nemici e nel contrasto delle reti stay-behind. Fornì addestramento alle unità combattenti in materia di sicurezza, censura, sequestro di documenti e sul pericolo delle trappole esplosive. In alcuni casi agenti del CIC si trovarono ad agire come autorità militare de facto nella fase di occupazione di grandi città prima dell'arrivo degli ufficiali dell'AMGOT. Quando la guerra in Europa stava per terminare il CIC venne coinvolto nelle operazioni Alsos, Paperclip e TICOM, impegnandosi nella ricerca del personale tedesco e delle ricerche in armi atomiche, missili e crittografia. Tra il personale reclutato dopo la seconda guerra mondiale vi sono:
- Klaus Barbie, conosciuto come il 'Macellaio di Lione', in precedenza membro della Gestapo e criminale di guerra.
- Karl Hass, membro delle SS e del Sicherheitsdienst stanziato durante la guerra nella famigerata Via Tasso di Roma; fu uno degli organizzatori ed esecutori dell'eccidio delle Fosse Ardeatine, per il quale fu condannato all'ergastolo.

## Operazioni nel dopoguerra
Nell'immediato dopoguerra il CIC operò nei paesi occupati, in particolare in Giappone, Germania ed Austria, contrastando il mercato nero e ricercando ed arrestando esponenti dei passati regimi. Nonostante i problemi posti dalla smobilitazione, con molti dei suoi agenti più esperti che ritornavano alla vita civile, il CIC divenne la principale agenzia di intelligence nelle zone di occupazione statunitense e ben presto si trovò di fronte ad un nuovo nemico in conseguenza della guerra fredda.
Lo scoppio della guerra di Corea nel giugno 1950 significò per il CIC l'essere coinvolto di nuovo in un conflitto militare il che provocò una maggiore espansione. In ogni caso questa fu l'ultima occasione per il CIC di avere maggiori risorse e reclute.
Per quel che concerne le operazioni svolte su suolo estero, è da segnalare il coinvolgimento del CIC in Italia nel contesto della strategia della tensione, confermate dalle inchieste sulle stragi degli anni Sessanta.. e in particolare alla collaborazione del CIC con apparati dei servizi segreti italiani (su tutti, l'Ufficio Affari Riservati) e organizzazioni terroristiche neofasciste quali Ordine Nuovo.
La proliferazione di agenzie di intelligence significò la superflua duplicazione di sforzi e conflitti sulle competenze, perciò nel 1961 il CIC cessò di esistere come organizzazione indipendente e, dalla sua unificazione con le agenzie equivalenti della Marina e dell'Aeronautica, fu creata la Defense Intelligence Agency.

## La controversia sulla “ratline”
Una delle operazioni del CIC nel dopoguerra europeo fu l'operazione “rat-line”, una via di fuga per informatori non ancora scoperti e transfughi dalla zona sovietica d'occupazione alla sicurezza del Sudamerica, passando dall'Italia, con false identità fornite dal CIC. In ogni caso nel 1983 l'arresto di Klaus Barbie in Bolivia sollevò la questione di come il “Boia di Lione” era riuscito a scappare; venne quindi alla luce che Barbie aveva lavorato per il CIC dal 1947 e nel 1951 gli erano stati forniti i mezzi per fuggire in cambio dei suoi servizi come agente e informatore.
Un'indagine del dipartimento di giustizia ha anche scoperto che il CIC collaborò con padre Krunoslav Draganović, un ecclesiastico croato che risiedeva a Roma, il quale, mentre lavorava per il CIC, operava tramite una propria rat-line clandestina per portare in salvo i criminali di guerra ustascia in America latina. Una precedente rapporto del 1988 esaminava invece l'uso da parte del CIC di criminali di guerra nazisti e dei loro collaboratori come informatori negli anni successivi alla Seconda guerra mondiale.